# Nicolas Dupuis (Musiker)
Nicolas Dupuis (* 10. Oktober 1993 in Montréal), der unter dem Pseudonym bzw. Bandnamen „Anomalie“ bekannt wurde, ist ein kanadischer Pianist, Keyboarder, Komponist und Produzent.

## Leben und Schaffen
Dupuis begann schon im frühen Alter mit einer Klavierausbildung und studierte später bei Yolande Gaudreau sowie vier Jahre bei der Jazz-Pianistin Lorraine Desmarais am Cégep de Saint-Laurent in Saint-Laurent, einem Stadtteil von Montréal. 2012 war er der Erste, der mit dem Exzellenz-Preis des kanadischen Dirigenten Yannick Nézet-Séguin ausgezeichnet wurde.
Er wirkte zunächst in den Shows des DJ Gramatik mit, später spielte er allein oder mit einer kleinen Band.
Inzwischen tritt er in der Regel solo auf, nur mit einem Synthesizer, den er soweit nach vorn neigt, dass die Zuhörer die Bewegungen seiner Finger sehen können. Auf diese Weise soll erkennbar sein, dass er tatsächlich live spielt und keinen vorprogrammierten MIDI-Sequenzer benutzt.
Seine Musik, die sich durch Witz und Humor auszeichnet, hat ihre Wurzeln im Jazz, ist aber auch stark von der elektronischen Musik beeinflusst, ebenso von Hip-Hop und Funk. Insgesamt lässt sie sich dem Nu Jazz zurechnen.
Erfolgreich ist er insbesondere auf dem Streamingportal Spotify, wo er 916.102 monatliche Hörer hat (Stand 27. Dezember 2024).

## Diskographie
- 2017 – Métropole, EP; Future Classic
- 2018 – Métropole 1/2, CD; Future Classic